# Henrique Teixeira de Sousa
Henrique Teixeira de Sousa (Fogo, 9 septembre 1919 - 2 mars 2006) était un écrivain cap-verdien.

## Biographie
Teixeira de Sousa est diplômé de médecine en 1945, après des études à Lisbonne. Il travaille à l'Institut de médecine tropicale de Porto, puis se spécialise comme nutritionnisme et rejoint le Timor oriental pour exercer. Il s'installe dans son île natale de Fogo l'année suivante, et y joue un rôle dans le maintien d'un minimum de structures de santé publique. Plus tard, il travaille sur l'île de São Vicente, où il est également maire de Mindelo, avant de repartir au Portugal peu avant l'indépendance de l'archipel. Il s'établit à Oeiras, où il demeure jusqu'à sa mort en 2006.
En tant qu'écrivain, Teixeira de Sousa écrit de la fiction, essentiellement des romans, et se montre influencé par Baltasar Lopes da Silva. Il participe au mouvement Claridoso, lié au magazine Claridade. Il est l'une des icônes de la littérature cap-verdienne, de même que Manuel Lopes, Eugénio Tavares ou Jorge Barbosa.

## Œuvres
- Contra mar e vento - contes
- Ilhéu de contenda, Lisbonne, O Século, 1978 (trad. Françoise Massa, Un domaine au Cap-Vert, Actes Sud, 2002) - (premier tome de sa trilogie, achevé en 1974) - adapté au cinéma sous le même titre en 1996[1]
- Capitão de Mar e Terra
- Xaguate - (deuxième tome de sa trilogie)
- Djunga
- Na Ribeira de Deus - (troisième tome de sa trilogie)
- Entre duas Bandeiras
- Oh Mar das Túrbidas Vagas